# Estadio Banco Guayaquil
El estadio Banco Guayaquil o estadio IDV es un estadio multiusos ubicado en la parroquia rural de Amaguaña, Distrito Metropolitano de Quito, provincia de Pichincha. Pertenece al Independiente del Valle y la obra completa fue inaugurada en el segundo semestre de 2021. Es usado para la práctica del fútbol, su capacidad total es para 12 000 espectadores. Es el primer estadio de fútbol de Ecuador en tener el 100 % de sus localidades con butacas.

## Historia
La infraestructura se encuentra ubicada en el complejo deportivo del club en el sector de Chillo-Jijón, provincia de Pichincha, Ecuador. El costo programado es de 12 millones USD y posee todos los estándares exigidos por Conmebol y FIFA.
El estadio inició su construcción en octubre de 2020 y fue planificado como sede de distintos eventos deportivos a nivel de fútbol profesional y formativo, para también ser usado para los campeonatos juveniles de fútbol que se desarrollan por parte del club rayado en las distintas categorías, una de ellas la Copa Mitad del Mundo. El equipo principal de Independiente, la filial Independiente Juniors y el equipo femenino, las dragonas, desarrollen su partidos de local en el escenario deportivo.
El 18 de febrero de 2021 se presentó oficialmente el proyecto del estadio, que surgió con el apoyo de una entidad bancaria del país, pasando a llamarse estadio Banco Guayaquil. Entre las instalaciones con las que consta el escenario deportivo están un aforo para 12 000 personas sentadas en sillas individuales, locaciones como tribunas occidental con 3500 lugares, oeste 4500, general sur 2000, sistema de iluminación led, aproximadamente 30 suites con 300 personas en total, 3 zonas de hospitality con capacidad para 100 personas, 4 camerinos para equipos, 2 camerinos de árbitros, 12 cabinas de prensa, palco para medios de comunicación, salón multiusos, sala de prensa, 1500 estacionamientos, zona de calentamiento, facilidades para transmisiones de todo tipo, entre otros servicios para los aficionados como un museo del club y una fan zone.
En la temporada 2021 el equipo principal debutó con el primer partido de un torneo oficial para el estadio, fue en la fecha 5 de la LigaPro Serie A 2021 contra el Delfín Sporting Club, el juego se disputó el 20 de marzo de 2021, la inauguración completa se realizará en el segundo semestre de 2021. De tal manera desde marzo Independiente del Valle opta por jugar sus partidos de local en los torneos de LigaPro y FEF en su estadio propio, dejando atrás el estadio Olímpico Atahualpa, el estadio General Rumiñahui y en pocas ocasiones usó el estadio Rodrigo Paz Delgado, así el estadio Banco Guayaquil es el sexto en el país cuyo propietario sea el mismo club.
El primer gol en un partido oficial lo marcó el argentino Lorenzo Faravelli a los 7 minutos del primer tiempo en el partido de la fecha 5 de la Fase 1 ante Delfín Sporting Club, al final fue victoria para los rayados del valle por 2-0.
El 23 de marzo de 2021 la Federación Ecuatoriana de Fútbol anunció que la selección nacional mayor iba a disputar un partido amistoso ante la selección de Bolivia el 29 de marzo de 2021 a las 15:30 (UTC-5), siendo así el primer partido internacional en el estadio Banco Guayaquil.
En julio de 2021 se instalaron luminarias led en el escenario deportivo para la realización de programaciones en horario nocturno. El 25 de junio de 2021, el club a través de sus redes sociales compartió la prueba realizada al sistema de luminarias previo al encuentro final de la Supercopa de Ecuador 2021. El primer partido por torneos Conmebol contra Red Bull Bragantino por los octavos de final de la Copa Sudamericana 2021 se jugó el 14 de julio de 2021. El 3 de julio se confirmó por parte de la Conmebol el cambio de escenario.
El 16 de marzo de 2022 fue anunciado como el tercer lugar en la votación de «Stadium of the year» correspondiente al año 2021, reconocimiento realizado por el portal StadiumDB.com.

## Encuentros futbolísticos

### Primer partido oficial
El primer partido oficial en el estadio Banco Guayaquil se jugó el 20 de marzo de 2021.
| Fecha 5, Fase 1 - LigaPro Serie A 2021; 20 de marzo de 2021                                                                       | Independiente del Valle                     | 2:0 (1:0)                         | Delfín S. C. | Estadio Banco Guayaquil, Sangolquí                  |                                                     |
| 15:30 (UTC-5) | Lorenzo Faravelli 7' · Brian Montenegro 88' | LigaPro Reporte Soccerway Reporte |              | Asistencia: Sin espectadores Árbitro(s): Álex Cajas | Asistencia: Sin espectadores Árbitro(s): Álex Cajas |
| Primer partido oficial jugado en el estadio Banco Guayaquil. Lorenzo Faravelli anotó el primer gol en el estadio Banco Guayaquil. |                                             |                                   |              |                                                     |                                                     |

### Partidos internacionales
En el estadio Banco Guayaquil se jugaron los siguientes partidos.
| Amistoso internacional; 29 de marzo de 2021                        | Ecuador                                  | 2:1 (1:0) | Bolivia               | Estadio Banco Guayaquil, Sangolquí                   |                                                      |
| 15:30 (UTC-5)                                                      | Fidel Martínez 37' · Michael Estrada 59' | Reporte   | Rodrigo Ramallo 90+4' | Asistencia: Sin espectadores Árbitro(s): Jhon Ospina | Asistencia: Sin espectadores Árbitro(s): Jhon Ospina |
| Primer partido internacional jugado en el estadio Banco Guayaquil. |                                          |           |                       |                                                      |                                                      |

| Ida de los Octavos de final de la Copa Sudamericana; 14 de julio de 2021 | Independiente del Valle | 0:2 (0:1) | Bragantino                       | Estadio Banco Guayaquil, Sangolquí                                              |                                                                                 |
| 19:30 (UTC-5)                                                            |                         | Reporte   | Fabrício Bruno 19' · Ramires 66' | Asistencia: Sin espectadores Árbitro(s): Roberto Tobar VAR: Mario Díaz de Vivar | Asistencia: Sin espectadores Árbitro(s): Roberto Tobar VAR: Mario Díaz de Vivar |
| Primer partido por torneo Conmebol jugado en el estadio Banco Guayaquil. |                         |           |                                  |                                                                                 |                                                                                 |

### Finales oficiales
En el estadio Banco Guayaquil se han jugado las siguientes finales.
| Final de la Supercopa Ecuador 2021; 26 de junio de 2021                  | Barcelona S. C. | 0:1 (0:1) | Liga de Quito           | Estadio Banco Guayaquil, Sangolquí                       |                                                          |
| 15:00 (UTC-5)                                                            |                 | Reporte   | Bryan Caicedo 4' (a.g.) | Asistencia: Sin espectadores Árbitro(s): Roberto Sánchez | Asistencia: Sin espectadores Árbitro(s): Roberto Sánchez |
| Primera final de un torneo oficial jugado en el estadio Banco Guayaquil. |                 |           |                         |                                                          |                                                          |

| Final de ida de la LigaPro Betcris 2021; 5 de diciembre de 2021                                                                                                   | Independiente del Valle                             | 3:1 (1:0)                                         | C. S. Emelec                     | Estadio Banco Guayaquil, Sangolquí                                       |                                                                          |
| 20:00 (UTC-5) | Junior Sornoza 22', 53' (pen.) · Jonatan Bauman 74' | LigaPro Reporte Ecuagol Reporte Soccerway Reporte | Sebastián Rodríguez 90+9' (pen.) | Asistencia: 4696 espectadores Árbitro(s): Luis Quiroz VAR: Érick Miranda | Asistencia: 4696 espectadores Árbitro(s): Luis Quiroz VAR: Érick Miranda |
| El partido estaba programado para las 19:00; sin embargo, se reprogramó para las 20:00 debido al estado del campo de juego como consecuencia de la fuerte lluvia. |                                                     |                                                   |                                  |                                                                          |                                                                          |

| Final de ida de la LigaPro Bet593 2023; 10 de diciembre de 2023 | Independiente del Valle | 0:0     | Liga de Quito | Estadio Banco Guayaquil, Sangolquí                                            |                                                                               |
| 16:30 (UTC-5)                                                   |                         | Reporte |               | Asistencia: 8167 espectadores Árbitro(s): Guillermo Guerrero VAR: Carlos Orbe | Asistencia: 8167 espectadores Árbitro(s): Guillermo Guerrero VAR: Carlos Orbe |

| Final de vuelta de la LigaPro Bet593 2024; 14 de diciembre de 2024 | Independiente del Valle | 1:0 (0:0) | Liga de Quito | Estadio Banco Guayaquil, Sangolquí                                            |                                                                               |
| 15:30 (UTC-5)                                                      | Luis Zárate 90+6'       | Reporte   |               | Asistencia: 8800 espectadores Árbitro(s): Guillermo Guerrero VAR: Carlos Orbe | Asistencia: 8800 espectadores Árbitro(s): Guillermo Guerrero VAR: Carlos Orbe |